# Fabrício dos Santos Messias
Fabrício dos Santos Messias, mais conhecido como Fabrício (Hortolândia, 28 de março de 1990), é um futebolista brasileiro que atua como meia e atacante. Atualmente joga pelo Democrata-SL.

## Carreira
Fabrício foi revelado pelas categorias de base do Guarani FC, de São Paulo mas chegou a ter passagens pelas categorias de base de grandes clubes da Europa como o Roma. Um dos destaques do Campeonato Brasileiro de Futebol Sub-20 de 2009, o jogador, ainda nas divisões de base, também defendeu o Corinthians mas foi emprestado ao Juventude em 2010 para adquirir experiência. Porém, durante a passagem pelo Sul, o jovem meia sofreu uma lesão nos dedos do pé esquerdo e voltou a jogar sem estar totalmente recuperado. Pouco tempo depois, levou um pisão e virou desfalque para o ano todo.
Após retornar do empréstimo, o jovem meia foi anunciado pelo Botafogo como aposta para o ano de 2011. Em julho do mesmo ano, assinou por empréstimo com o Portimonense, de Portugal.